# Cloche de l'église de Fontenay-le-Fleury
La cloche de l'église Saint-Germain à Fontenay-le-Fleury, une commune du département des Yvelines dans la région Île-de-France en France, est une cloche de bronze datant de 1529. Elle a été classée monument historique au titre d'objet le 17 octobre 1995. 
Cette cloche appelée Germaine est la plus ancienne du département des Yvelines et porte l'inscription « 1529, fut faicte pour Saint-Germain de Fontenay-le-Fleury et nommé Germaine. Cornouaille curé dudit lyeu et Aubry et Caradin marguilliers ».  